# Sho Tai
Sho Tai (1843, Shuri - 1901, Taiwan) foi um rei de Ryūkyū, pertencente a 2° dinastía Shō. Governou de 1848 até 1878. Este reinado abrangia as ilhas Ryūkyū.

## Reinado
Seu reinado viu um grande aumento nas interações com viajantes do exterior, particularmente da Europa e dos Estados Unidos, bem como o eventual fim do reino e consequente anexação pelo Japão como Domínio de Ryukyu (posteriormente Prefeitura de Okinawa).  Em 1879, o rei deposto foi forçado a se mudar para Tóquio. Em maio de 1885, em compensação, ele foi feito um Kōshaku (侯爵, Marquês), o segundo nível de nobreza dentro do sistema de nobreza do Kazoku.